# Roxana Rotaru
Roxana Elisabeta Rotaru (născută Bîrcă, n. 22 iunie 1988, București, România) este o alergătoare pe distanțe lungi din România. 

## Carieră
Bucureșteanca este multiplă campioană națională și balcanică. Și-a reprezentat țara natală la proba de 5000 de metri la Campionatul European de Atletism din 2010 unde a cucerit locul 4. De asemenea a participat și la proba de 3000 de metri de la Campionatul European de Atletism în sală din 2011, unde a terminat pe locul 9. În 2012 a participat la Jocurile Olimpice de la Londra, dar nu a reușit să se califice în finală. A fost suspendată pentru dopaj din 11 iulie 2013 până în 3 septembrie 2015.
Sportiva a făcut parte din echipa României, care a câștigat medalia de bronz la Campionatul European de Cros din 2016. Anul următor a obținut locul 4 la Campionatul European de Cros și cu echipa României (Roxana Rotaru, Ancuța Bobocel, Cristina Simion, Andreea Pîșcu, Claudia Prisecaru, Paula Todoran) a câștigat argintul.

## Realizări
| An   | Competiție                                 | Locație                        | Loc | Eveniment   | Note     |
| ---- | ------------------------------------------ | ------------------------------ | --- | ----------- | -------- |
| 2005 | Festivalul Olimpic al Tineretului European | Lignano Sabbiadoro, Italia     | 13  | 800 m       | 2:11,97  |
| 2005 | Festivalul Olimpic al Tineretului European | Lignano Sabbiadoro, Italia     | 3   | 1500 m      | 4:26,55  |
| 2005 | Campionatul European de Cros (sub 20)      | Tilburg, Olanda                | 18  | 4,83 km     | 15:59    |
| 2005 | Campionatul European de Cros (sub 20)      | Tilburg, Olanda                | 2   | echipe      | 15:59    |
| 2006 | Campionatul European de Cros (sub 20)      | San Giorgio su Legnano, Italia | 66  | 4,1 km      | 14:14    |
| 2006 | Campionatul European de Cros (sub 20)      | San Giorgio su Legnano, Italia | 3   | echipe      | 14:14    |
| 2007 | Campionatul European de Juniori (sub 20)   | Hengelo, Olanda                | 4   | 5000 m      | 16:46,55 |
| 2007 | Campionatul European de Cros (sub 20)      | Toro, Spania                   | 25  | 4,2 km      | 14:54    |
| 2007 | Campionatul European de Cros (sub 20)      | Toro, Spania                   | 9   | echipe      | 14:54    |
| 2009 | Campionatul European de Tineret (sub 23)   | Kaunas, Lituania               | 12  | 5000 m      | 17:03,84 |
| 2009 | Campionatul European de Cros (sub 23)      | Dublin, Irlanda                | 25  | 6,039 km    | 22:16    |
| 2010 | Campionatul European                       | Barcelona, Spania              | 13  | 5000 m      | 16:06,10 |
| 2010 | Campionatul European de Cros (sub 23)      | Albufeira, Portugalia          | 4   | 6,07 km     | 20:39    |
| 2011 | Campionatul European în sală               | Paris, Franța                  | 9   | 3000 m      | 9:09,19  |
| 2011 | Universiada                                | Shenzhen, China                | 8   | 5000 m      | 16:11,94 |
| 2011 | Campionatul European de Cros               | Velenje, Slovenia              | 7   | 8,0 km      | 26:39    |
| 2011 | Campionatul European de Cros               | Velenje, Slovenia              | 5   | echipe      | 26:39    |
| 2012 | Campionatul European                       | Helsinki, Finlanda             | 4   | 5000 m      | 15:13,40 |
| 2012 | Jocurile Olimpice                          | Londra, Marea Britanie         | 34  | 5000 m      | 16:01,04 |
| 2013 | Campionatul European în sală               | Göteborg, Suedia               | 9   | 3000 m      | 9:10,51  |
| 2016 | Campionatul European de Cros               | Chia, Italia                   | 11  | 7,97 km     | 26:01    |
| 2016 | Campionatul European de Cros               | Chia, Italia                   | 3   | echipe      | 26:01    |
| 2017 | Campionatul European în sală               | Belgrad, Serbia                | 14  | 3000 m      | 9:13,36  |
| 2017 | Campionatul European de Cros               | Šamorín, Slovacia              | 4   | 8,23 km     | 27:21    |
| 2017 | Campionatul European de Cros               | Šamorín, Slovacia              | 2   | echipe      | 27:21    |
| 2018 | Campionatul Mondial de Semimaraton         | Valencia, Spania               | 62  | semimaraton | 1:14:51  |
| 2018 | Campionatul Mondial de Semimaraton         | Valencia, Spania               | 11  | echipe      | 1:14:51  |
| 2018 | Campionatul European                       | Berlin, Germania               | 11  | 10 000 m    | 33:17,61 |
| 2018 | Campionatul European de Cros               | Tilburg, Olanda                | 34  | 8,3 km      | 27:55    |
| 2018 | Campionatul European de Cros               | Tilburg, Olanda                | 9   | echipe      | 27:55    |
| 2019 | Jocurile Mondiale Militare                 | Wuhan, China                   | 5   | 1500 m      | 4:27,88  |
| 2019 | Jocurile Mondiale Militare                 | Wuhan, China                   | 7   | 5000 m      | 15:48,03 |
| 2019 | Campionatul European de Cros               | Lisabona, Portugalia           | 19  | 8,3 km      | 28:54    |
| 2019 | Campionatul European de Cros               | Lisabona, Portugalia           | 9   | echipe      | 28:54    |
| 2020 | Campionatul Mondial de Semimaraton         | Gdynia, Polonia                | 69  | semimaraton | 1:13:45  |
| 2020 | Campionatul Mondial de Semimaraton         | Gdynia, Polonia                | 17  | echipe      | 1:13:45  |
| 2021 | Campionatul European în sală               | Toruń, Polonia                 | –   | 3000 m      | NT       |
| 2021 | Campionatul European de Cros               | Dublin, Irlanda                | 31  | 8,0 km      | 29:00    |
| 2021 | Campionatul European de Cros               | Dublin, Irlanda                | 9   | echipe      | 29:00    |

Campionatele Naționale
- 1	4x400 m Relay	3:46,49		București (ROU)	17 iulie 2010
- 1	5000 m 15:59,21		București (ROU)	17 iulie 2010
- 1	5000 m 15:45,10		București (ROU)	6 iulie 2012
- 1	10,000 m 35:20,01		Pitești (ROU)	7 iulie 2017
- 1	5000 m 16:49,24		Pitești (ROU)	8 iulie 2017
- 1	4x400 m ștafetă 3:43,64		Pitești (ROU)	27 iulie 2018
- 1	5000 m 16:36,84		Pitești (ROU)	31 iulie 2019
- 1  10 000 m 33:26,03		Cluj Arena, Cluj-Napoca (ROU)	4 septembrie 2020

Campionatele Naționale în sală
- 1	1500 m 4:20,92		București (ROU)	3 februarie 2018
- 1	3000 m 9:15,03		București (ROU)	4 februarie 2018
- 1	1500 m 4:18,81		Sala de Atletism Ioan Soter, București (ROU)	28 februarie 2020
- 1 3000 m 9:12,19		Sala de Atletism Ioan Soter, București (ROU)	29 februarie 2020

## Recorduri personale
| Probă          | Performanță | Dată              | Locație   |
| -------------- | ----------- | ----------------- | --------- |
| 1500 m         | 4:10,24     | 5 iulie 2012      | București |
| 3000 m         | 8:56,79     | 3 iunie 2011      | Bydgoszcz |
| 5000 m         | 15:13,40    | 28 iunie 2012     | Helsinki  |
| 10 000 m       | 32:30,97    | 19 mai 2018       | Londra    |
| Semimaraton    | 1:13:45     | 17 octombrie 2020 | Gdynia    |
| 1500 m în sală | 4:13,58     | 16 februarie 2020 | Istanbul  |
| 3000 m în sală | 9:02,35     | 21 februarie 2013 | Stockholm |